# Братський парк
Братський парк (Парк ім. Живковича) — парк-пам'ятка садово-паркового мистецтва місцевого значення в Україні. Розташований у межах Братського району Миколаївської області, у межах Братської селищної ради.

## Опис
Площа — 32 га. Статус надано згідно з рішенням Миколаївської обласної ради № 448 від 23.10.1984 року задля збереження рослинності гранітних відслонень. Перебуває у віданні ДП «Вознесенське лісове господарство» (Братське лісництво, кв. 41). 
У парку в 1798 р. панами Живковичами був збудований двоповерховий палац. Із «Обліково-оцінювальної відомості будівель, споруд і підсобних підприємств, що входять до складу садиби колишньої Ерделі (правнучки Іллі Петровича) при селі Братському Братського району» за 1920-ті роки дізнаємось, що головний будинок, в якому проживав Ілля Петрович, був триповерховий, збудований із цегли на кам’яному фундаменті, мав залізний дах, дерев’яну підлогу. В ньому було 26 кімнат, 41 вікно, 35 дверей. Все ж помістя складалося із 4-х житлових будинків, будинку-театру і 2-х сараїв.
Зараз тут міститься Братська ЗОШ І-ІІІ ступенів.
Парк розташований на березі річки Мертвовод. Архітектором парку став пан Заремба, який заклав «Софіївку» в Умані. Алеї парку сплановані так, що в центрі вони утворили гігантську літеру «Ж». У парку були облаштовані літній Зелений театр, бесідки, майдан для літніх балів із місцем для оркестру, човнова пристань, пляж. Було чимало лав. Алеї посипалися жовтим піском. Біля парку чудовий стадіон «Юність». У центрі парку зростає дуб «Козак».
У парку зростають сторічні дуби, ясен, тополь, софора. Є 1,3 га виходів скельних порід.